# Vyšná Rybnica
Vyšná Rybnica és un poble i municipi d'Eslovàquia. Es troba a la regió de Košice, a l'est del país.

## Història
La primera referència escrita de la vila data del 1419.

## Demografia
| Godina             | 1994 | 2004   | 2014   | 2024 |
| ------------------ | ---- | ------ | ------ | ---- |
| Nombre de persones | 382  | 379    | 360    | 396  |
| Diferència         |      | −0,78% | −5,01% | +10% |

| Godina             | 2023 | 2024   |
| ------------------ | ---- | ------ |
| Nombre de persones | 399  | 396    |
| Diferència         |      | −0,75% |